# Luc Lavrysen

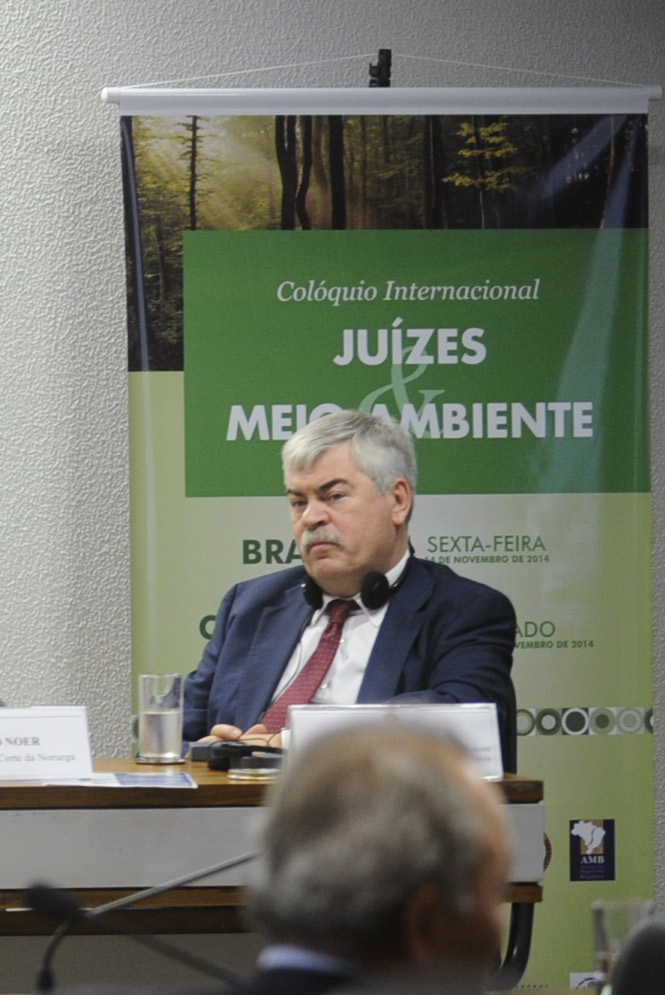
Luc Lavrysen

Luc Lavrysen (Turnhout, 16 april 1956) is een Belgisch magistraat en emeritus hoogleraar.

## Levensloop
Luc Lavrysen behaalde in 1979 het diploma van licentiaat in de rechten aan de Rijksuniversiteit Gent, waar hij in 1997 promoveerde tot doctor in de rechten. Van 1979 tot 1982 was hij jurist bij de vzw Woonfonds Gent en de vzw Brusselse Buurtwerken. Van 1985 tot 2000 was hij referendaris bij het Arbitragehof en van 2000 tot 2001 staatsraad. Op 19 januari 2001 werd hij tot rechter bij het Arbitragehof (later Grondwettelijk Hof) benoemd. Sinds 25 september 2020 is hij er voorzitter van de Nederlandse taalgroep.
Aan de Gentse universiteit was hij achtereenvolgens wetenschappelijk medewerker (voltijds 1983-1985, deeltijds 1985-1989), assistent (1989-1991), academisch consulent (1991-1992) en gastprofessor (1992-1998) in het vakgebied milieurecht. In 2021 ging hij met emeritaat.
Lavrysen is of was tevens directeur van het Centrum voor Milieurecht, lid van (en voorzitter van de werkgroep productnormen) de Federale Raad voor Duurzame Ontwikkeling (1997-2021), hoofdredacteur van het Tijdschrift voor Milieurecht, voorzitter van het EU Forum of Judges for the Environment en lid van het Environmental Law Network International en Avosetta.